# 洪智允
洪智允（韓語：홍지윤，1991年3月3日—），韓國女演員，本貫南陽洪氏唐洪系。2019年在Netflix韓國原創劇集《因為初戀是第一次》中飾演柳世賢一角被大眾所知，2022年在SBS電視劇《我們從今天開始》中首次擔任主演。

## 演出作品

### 電視劇
| 年份   | 電視台  | 劇名                                | 角色           |
| 2017年 | tvN     | 《犯罪心理》                        | 朴仁惠         |
| 2017年 | OCN     | 《壞傢伙們：惡的都市》              | 韓素英         |
| 2018年 | SBS     | 《Return》                          | 方善英         |
| 2018年 | tvN     | 《金秘書為何那樣》                  | 吳智蘭         |
| 2019年 | SBS     | 《絕對達令》                        | 露妃           |
| 2019年 | Netflix | 《因為初戀是第一次》                | 柳世賢         |
| 2019年 | JTBC    | 《我的國家》                        | 花月           |
| 2020年 | KBS 2TV | 《Drama Special－留在那兒的紫丁香》 | 李敏京         |
| 2020年 | wavve   | 《嚕嚕啦啦典當鋪》                  | 金彩允         |
| 2022年 | SBS     | 《我們從今天開始》                  | 李瑪莉／李末子 |
| 2022年 | SBS     | 《為何是吳秀才》                    | 朴素英         |
| 2023年 | Netflix | 《絕世網紅》                        | （特別出演）   |

### 電影
| 年份   | 片名       | 角色       |
| 2018年 | 《物怪》   | 酒家老闆娘 |
| 2022年 | 《狼狩獵》 | 急診室護士 |

### MV
| 年份   | 歌曲          | 歌手   | 備註                     |
| 2020年 | 《This Song》 | 林韓星 | YouTube上的《This Song》 |

### 廣告
- 健力士啤酒
- BBQ炸雞
- MLB（에프앤에프）